# Gortyna koreago
Gortyna koreago là một loài bướm đêm trong họ Noctuidae.